# はやチャン!
『はやチャン!』は、TBSと一部系列局で2014年3月31日から2015年3月27日まで生放送されていた『あさチャン!』（同日開始）の姉妹番組且つ前座的プレ番組である。

## 概要
『早ズバッ!ナマたまご』に代わって開始された。
『早ズバッ!』同様、5:30から放送される『あさチャン!』の前座番組の役割を担う。放送時間は、制作局のTBSでは5:00からの30分番組となる一方、一部ネット局ではTBSの急な編成の変更に間に合わず、当初予定の開始時刻である5:15に飛び乗りとなっている。
2015年3月27日を以って当番組は終了し、同年3月30日より、後継番組『はやドキ!』が開始された。なお、その開始時刻は4:00となり、90分枠に拡大される。

## 出演
メインキャスター
- 高野貴裕（TBSアナウンサー）
- 佐藤渚[2]（TBSアナウンサー）

お天気キャスター
- 尾崎朋美（気象予報士）

コーナー担当
- 播摩卓士（TBSテレビ報道局編集主幹、「ひもとき!エコノミクス」コーナー）

その他
- 宇垣美里☆
- 皆川玲奈☆
（2014年入社のTBS新人アナウンサー。同年10月から出演。宇垣は月 - 水曜日、皆川は木・金曜日[3][4]）

## 主なコーナー
- はやチャン!NEWS
- はやチャン!朝刊ファイル
- はやチャン!SPORTS
- ひもとき!エコノミクス
- これ気になってます!
- はやチャン!エンタメ

## ネット局と放送時間
- ネット状況について
  - ○…フルネット
  - △…5:15飛び乗りネット

| 放送対象地域  | 放送局             | 系列    | ネット状況 | 放送期間                      | 備考 |
| ------------- | ------------------ | ------- | ---------- | ----------------------------- | --- |
| 関東広域圏    | TBSテレビ（TBS）   | TBS系列 | ○          | 2014年3月31日 - 2015年3月27日 | 【制作局】 |
| 近畿広域圏    | 毎日放送（MBS）    | TBS系列 | ○          | 2014年3月31日 - 2015年3月27日 | 2014年3月31日から5月2日までは△。                                                                                |
| 山口県        | テレビ山口（tys）  | TBS系列 | ○          | 2014年3月31日 - 2015年3月27日 | 2014年3月31日から6月27日までは△。                                                                               |
| 福岡県        | RKB毎日放送（RKB） | TBS系列 | ○          | 2014年3月31日 - 2015年3月27日 | 2014年8月25日から同年11月18日までは月曜のみ△。 2014年7月15日は『勇壮!博多祇園山笠!』放送のため臨時非ネット。    |
| 中京広域圏    | CBCテレビ（CBC）   | TBS系列 | △          | 2014年3月31日 - 2015年3月27日 | 2015年1月・2月は月曜のみ非ネット。                                                                              |
| 岡山県 香川県 | 山陽放送（RSK）    | TBS系列 | △          | 2014年3月31日 - 2015年3月27日 | |
| 鳥取県 島根県 | 山陰放送（BSS）    | TBS系列 | △          | 2014年3月31日 - 2015年3月27日 | 2014年6月25日はテレビ朝日が制作する 2014 FIFAワールドカップC組第5戦・日本対コロンビア戦放送のため臨時非ネット。 |

### 特記事項
- 災害等発生で『JNN報道特別番組』が組まれた場合、普段は非ネットとなっている局へも当番組を臨時にフルネットで放送する事がある。
- このほか、TBS NEWSでは2014年8月3日から「ひもとき!エコノミクス」1週間分の再放送を実施している。放送時間は毎週日曜9:30から。
- スポーツ中継等で休止となることがある。また逆に、世界バレーなど延長の可能性があるスポーツ中継が直前まで編成された場合に、延長オプションの確保として臨時ネットする局もある。
- 関東地区で政見放送が放送される日は5:10からの短縮版に変更される[7]。通常時フルネットの局については、短縮版でフルネットとはならないことがある。
- 2015年1月5日週の各日には1時間拡大版「はやチャン!スペシャル」（4:30 - 5:30）が放送された[8]が、TBSテレビのみ各日とも全編放送。ネット局では通常の放送時間帯にのみ放送（ただし、テレビ山口では1月5日のみ全編放送）。

## 関連番組
- あさチャン!（平日）
- 報道LIVE あさチャン!サタデー（週末）